# Irene Mokka
Irene Mokka, Pseudonym Grete Gross, (* 28. August 1915 in Temesvár, Komitat Temes, Königreich Ungarn, Österreich-Ungarn; † 13. Februar 1973 in Timișoara, Sozialistische Republik Rumänien) war eine deutschsprachige rumänische Schriftstellerin, Lyrikerin und Pianistin.

## Leben
Ihr Großvater mütterlicherseits, Eduard Hermann, stammte aus Broos.  Er gründete im 19. Jahrhundert in Temeswar die erste Waagenfabrik, während sein Bruder in Chicago eine Panzerschrankfabrik betrieb. Ihr Vater Ferdinand Albert war Kirchenmaler. Unter ihrem Mädchennamen Irene Albert war sie schon in jungen Jahren eine bekannte Klavierinterpretin.
Sie heiratete 1939 den Gymnasiallehrer Stefan Fassel, der im Zweiten Weltkrieg am 30. April 1944 in Diensten der rumänischen Armee auf der Krim fiel. Irene hatte mit ihm zwei Kinder, Heike (* 25. Januar 1944) und Horst Fassel.
Nach dem Tod ihres Ehemannes gab Irene Fassel Klavierstunden und schrieb Literatur für Kinder und Jugendliche. Später widmete sie sich der Prosa und der Lyrik. 
1948 ehelichte sie den Schauspieler und Opernsänger Hans Mokka.
Am 4. Juni 1933 begann Irene Tagebücher zu schreiben. Von 1948 bis 1973 führte sie ein umfangreiches Tagebuch, in dem sie nicht nur ihre poetischen Stimmungen und Gefühle festhielt, sondern auch Einsichten in die literarische Arena im Rumänien jener Jahre gab. Irene Mokka verbrachte die meisten Jahre ihres Lebens in Timișoara; viele Notate entstanden aber in Siebenbürgen, wo sich die Autorin immer wieder aufhielt, so in Sighișoara (Schäßburg), Brașov (Kronstadt), Râșnov (Rosenau), Prejmer (Tartlau), Băile Tușnad (Bad Tuschnad), Cisnădioara (Michelsberg) und besonders in Sibiu (Hermannstadt), Mitte und Ende 1972.
Bis 1960 veröffentlichte sie unter dem Pseudonym Grete Gross. Die meisten ihrer Arbeiten wurden postum veröffentlicht.
Als 1959 in Brașov die „Deutsche Spielgruppe für Lieder und Tänze“ gegründet wurde, wirkten Irene und Hans Mokka 1959 bei der Aufführung von Beethovens Fidelio mit, die Norbert Petri dirigierte. Zusammen mit Johann Székler war sie Autorin des Schauspiels Aschenputtel, das am 19. Oktober 1967 am Deutschen Staatstheater Temeswar seine Premiere hatte.

## Veröffentlichungen
- Mama lui Lenau
- Jahrbuch meiner Arbeit (Prosa). Editura de Stat, Bukarest, 1952
- Alle Brunnen liegen offen rumänisch Fântânile toate stau deschise. Literatur Verlag, 1968.
- Leisere Einsicht. Gedichte, Editura Kriterion, Bukarest 1970.
- Vermutungen. Gedichte, rumänisch Presimțiri. Editura Facla, Timișoara 1974.
- Bedenken. Fragmente. Editura Kriterion, Bukarest 1974.
- Das Geheimnis der Orchidee. Mit Anghel Dumbrăveanu und Horst Fassel. Editura Facla, 1976.
- Die schönsten Gedichte. Editura Albatros, Bukarest 1977.
- Der blaue Falter. Märchen. Editura Facla, Timișoara 1983.
- Un cîntec fără sfîrșit. Cartea Româneasca, 1983.
- Atâtea cuvinte nu-s, deutsch Soviele Worte waren es nicht. 1987.
- Keine Blüte kein Weg. Gedichte. Editura Kriterion, Bukarest 1996, ISBN 9-73260-478-6.